# Ante (Vorname)
Ante ist die kroatische Form des männlichen Vornamens Anton. Grundsätzlich ist dieser Name zurückzuführen auf den Hl. Antonius von Padua und besitzt eine enorme Popularität in Kroatien.
In Skandinavien ist der Name als Koseform von Antero gebräuchlich.

## Namensträger
- Ante Bilić (* 1983), kroatischer Kampfsportler
- Ante Brkić (Schachspieler) (* 1988), kroatischer Schachspieler
- Ante Budimir (* 1991), kroatischer Fußballspieler
- Ante Čačić, (* 1953), kroatischer Fußballtrainer
- Ante Ciliga (1898–1992), jugoslawischer Politiker
- Ante Covic (* 1975), australischer Fußballtorhüter
- Ante Čović (* 1975), kroatischer Fußballspieler
- Ante Gotovina (* 1955), kroatischer General
- Ante Ivas (* 1939), kroatischer Geistlicher, Bischof von Šibenik
- Ante Jazić (* 1976), kanadischer Fußballspieler
- Ante Jelavić (* 1963), bosnisch-herzegowinischer Politiker
- Ante Jurić (Bischof) (1922–2012), kroatischer Geistlicher, Erzbischof von Split-Makarska
- Ante Mandić (1881–1959), jugoslawischer Politiker
- Ante Marković (1924–2011), jugoslawischer Politiker
- Ante Milicic (* 1974), australischer Fußballspieler kroatischer Abstammung
- Ante Miše (* 1967), kroatischer Fußballspieler und -trainer
- Ante Pavelić (1889–1959), kroatischer Politiker
- Ante Razov (* 1974), US-amerikanischer Fußballspieler
- Ante Rebić (* 1993), kroatischer Fußballspieler
- Ante Rukavina (* 1986), kroatischer Fußballspieler
- Ante Šapina (* 1976), kroatischer Wettbetrüger
- Ante Šarić (* 1984), kroatischer Schachspieler
- Ante Starčević (1823–1896), kroatischer Politiker, Publizist und Autor
- Ante Tomić (Fußballspieler) (* 1983), kroatischer Fußballspieler
- Ante Tomić (Basketballspieler) (* 1987), kroatischer Basketballspieler
- Ante Trumbić (1864–1938), kroatischer Politiker